# 爱情花园
《爱情花园》是中国内地歌手刘惜君的首张个人专辑，于2010年1月21日发行，共收录10首歌曲（其中一首有两个版本）。刘惜君也凭借这张专辑获得多个新人奖项。

## 说明
这张专辑早在2008年便已录制完成，主打歌《爱情花园》和《贝壳风铃》的MV也于2008年完成拍摄，本应在08年底或09年初发行，但因故直到2010年1月21日才正式对外发行。
本专辑由秋言担任制作，音乐人祁合担任主力创作，常石磊则负责歌曲的和声制作并录制了《绿树变黄》的旁白，专辑风格十分契合刘惜君个人的少女特质。其中同名主打歌《爱情花园》展示了少女内心独有的细腻和多情，《贝壳风铃》则是刘惜君早年的成名曲。不过在专辑正式发表后，《我很快乐》这首欢快明亮的歌曲更受欢迎，其在各大音乐网站的试听量为专辑中最高。
最终《爱情花园》获得“鹏城歌飞扬”2009年度“十佳金曲奖”。而《我很快乐》则获得第七届劲歌王·金曲金榜“年度金曲奖”和“鹏城歌飞扬”2010年度“十佳金曲奖”，并成为QQ音乐2010年度盘点“华语十大金曲”之一。

## 曲目
| #  | 曲名               | 长度  | 作曲       | 作词       | 监制   | 编曲   | 和声                 |
| -- | ------------------ | ----- | ---------- | ---------- | ------ | ------ | -------------------- |
| 01 | 少女宣言           | 04:18 | 秋言       | 秋言       | 秋言   | 张楚弦 |                      |
| 02 | 初恋               | 03:39 | 马博、秋言 | 马博       | 秋言   | 张楚弦 | 常石磊               |
| 03 | 爱情花园           | 03:58 | 祁合       | 秋言       | 秋言   | 涂惠源 | 常石磊               |
| 04 | I Am Free          | 04:19 | 小骏       | 小骏       | 小骏   | 小骏   | 曾爵（说唱）         |
| 05 | 我很快乐           | 03:35 | 祁合       | 祁合、张海 | 秋言   | 张明   | 常石磊               |
| 06 | 贝壳风铃           | 03:20 | 祁合       | 祁合、张海 | 祁合   | 祁合   | 常石磊               |
| 07 | 绿树变黄           | 05:05 | 祁合       | 张海       | 秋言   | 刑迟   | 常石磊               |
| 08 | 月亮船             | 04:52 | 祁合       | 祁合、张海 | 祁合   | 祁合   | 常石磊               |
| 09 | 梦的翅膀           | 04:13 | 张祖嘉     | 张祖嘉     | 阿海   | 张楚弦 | 阿海、刘惜君、小金刚 |
| 10 | 幸福的拥抱         | 04:34 | 何迦朗     | 何迦朗     | 秋言   | 刑迟   |                      |
| 11 | 绿树变黄（钢琴版） | 03:15 | 祁合       | 张海       | 小金刚 | 小金刚 | 小金刚（钢琴）       |

## 其他
- 专辑中《爱情花园》和《贝壳风铃》两首歌曲拍摄有MV。
- 《贝壳风铃》早在2004年便已推出，并曾收录于刘惜君2007年12月的首张个人EP《Sara 刘惜君》中。